# ソンロ県
ソンロ県（ソンロけん、ベトナム語：Huyện Sông Lô / 縣瀧瀘?）は、ベトナム社会主義共和国ヴィンフック省の県。面積は150.32km²、人口は93,984人（2008年）である。